# Guatemala op de Olympische Zomerspelen 2004
Guatemala nam deel aan de Olympische Zomerspelen 2004 in Athene, Griekenland. Net als tijdens alle eerdere deelnames werd geen medaille gewonnen. De taekwondoka Heidy Juarez kwam dicht bij de allereerste Guatemalteekse medaille, maar ze verloor in de strijd om het brons.

## Deelnemers en resultaten

### Atletiek
| Olympiër             | Discipline            | Resultaat | Prestatie         |
| -------------------- | --------------------- | --------- | ----------------- |
| Alfredo Arevalo      | marathon (m)          | 77e       | 2:34.02           |
| Jose Amado Garcia    | marathon (m)          | 64e       | 2:27.12           |
| Luis Fernando García | 50km snelwandelen (m) | DNF       | niet gefinisht    |
| Julio René Martínez  | 50km snelwandelen (m) | DSQ       | gediskwalificeerd |
|                      |                       |           |                   |
| Teresita Collado     | 20km snelwandelen (v) | 49e       | 1:46.41           |

### Badminton
| Olympiër   | Discipline    | Resultaat | Prestatie                                         |
| ---------- | ------------- | --------- | ------------------------------------------------- |
| Pedro Yang | enkelspel (m) | 17e       | 1ste ronde: V van NOR Andersen: 9-15, 15-8, 13-15 |

### Gewichtheffen
| Olympiër  | Discipline | Resultaat | Prestatie                                                    |
| --------- | ---------- | --------- | ------------------------------------------------------------ |
| Joel Bran | +105kg (m) | 31e       | trekken: 15de met 160kg stoten: 13de met 210kg totaal: 370kg |

### Moderne vijfkamp
| Olympiër                   | Discipline | Resultaat | Prestatie   |
| -------------------------- | ---------- | --------- | ----------- |
| María Isabel de Sanz-Agero | vrouwen    | 31e       | 4428 punten |

### Schietsport
| Olympiër     | Discipline            | Resultaat | Prestatie                                             |
| ------------ | --------------------- | --------- | ----------------------------------------------------- |
| Attila Solti | 10m bewegend doel (m) | 10e       | kwalificatie; 10de met 573 punten (96-96-94-93-97-99) |

### Taekwondo
| Olympiër          | Discipline | Resultaat | Prestatie |
| ----------------- | ---------- | --------- | --- |
| Gabriel Sagastume | -68kg (m)  | 5e        | 1ste ronde: W van RSA Mahlangu: 11-7 kwartfinale: W van AUS Massimino: 5-4 halve finale: V van TPE Chih: 5-7 herkansingen: V van BRA Silva: 10-12                                       |
|                   |            |           | |
| Euda Carias       | -49kg (v)  | 5e        | 1ste ronde: W van MAS Teo: 4-4 kwartfinale: W van AUT Lukic: 1-1 halve finale: V van CUB Diaz: 3-8 herkansingen: V van COL Romero: 0-2                                                  |
| Heidy Juarez      | -67kg (v)  | 4e        | 1ste ronde: W van AUS Bartasek: 7-0 kwartfinale: V van GRE Mystakidou: 4-6 herkansingen: W van NZL Wihong: 4-1 herkansingen 2: W van PUR Diaz: 5-2 bronzen finale: V van KOR Hwang: 2-5 |

### Wielersport
| Olympiër             | Discipline       | Resultaat | Prestatie                         |
| Baan                 | Baan             | Baan      | Baan                              |
| -------------------- | ---------------- | --------- | --------------------------------- |
| Jose Sochon          | keirin (m)       | 13e       | 1ste ronde: 4de herkansingen: 3de |
| Weg                  |                  |           |                                   |
| Maria Dolores Molina | wegwedstrijd (v) | 50e       | 3:40.43                           |

### Zwemmen
| Olympiër        | Discipline          | Resultaat | Prestatie               |
| --------------- | ------------------- | --------- | ----------------------- |
| Rodrigo Díaz    | 50m vrije slag (m)  | 53e       | serie 4: 3de in 23,69   |
| Alvaro Fortuny  | 100m schoolslag (m) | 45e       | serie 3: 5de in 1.05,41 |
|                 |                     |           |                         |
| Melanie Slowing | 50m vrije slag (v)  | 46e       | serie 4: 1ste in 27,44  |
| Gisela Morales  | 100m rugslag (v)    | 27e       | serie 3: 4de in 1.03,72 |
| Gisela Morales  | 200m rugslag (v)    | 26e       | serie 2: 6de in 2.18,23 |

Afghanistan · Albanië · Algerije · Amerikaanse Maagdeneilanden · Amerikaans-Samoa · Andorra · Angola · Antigua en Barbuda · Argentinië · Armenië · Aruba · Australië · Azerbeidzjan · Bahama's · Bahrein · Bangladesh · Barbados · België · Belize · Benin · Bermuda · Bhutan · Bolivia · Bosnië en Herzegovina · Botswana · Brazilië · Britse Maagdeneilanden · Brunei · Bulgarije · Burkina Faso · Burundi · Cambodja · Canada · Centraal-Afrikaanse Republiek · Chili · China · Chinees Taipei · Colombia · Comoren · Congo-Brazzaville · Congo-Kinshasa · Cookeilanden · Costa Rica · Cuba · Cyprus · Denemarken · Djibouti · Dominica · Dominicaanse Republiek · Duitsland · Ecuador · Egypte · El Salvador · Equatoriaal-Guinea · Eritrea · Estland · Ethiopië · Fiji · Filipijnen · Finland · Frankrijk · Gabon · Gambia · Georgië · Ghana · Grenada · Griekenland · Groot-Brittannië · Guam · Guatemala · Guinee · Guinee‑Bissau · Guyana · Haïti · Honduras · Hongarije · Hongkong · Ierland · IJsland · India · Indonesië · Irak · Iran · Israël · Italië · Ivoorkust · Jamaica · Japan · Jemen · Jordanië · Kaaimaneilanden · Kaapverdië · Kameroen · Kazachstan · Kenia · Kirgizië · Kiribati · Koeweit · Kroatië · Laos · Lesotho · Letland · Libanon · Liberia · Libië · Liechtenstein · Litouwen · Luxemburg · Macedonië · Madagaskar · Malawi · Malediven · Maleisië · Mali · Malta · Marokko · Mauritanië · Mauritius · Mexico · Micronesië · Moldavië · Monaco · Mongolië · Mozambique · Myanmar · Namibië · Nauru · Nederland · Nederlandse Antillen · Nepal · Nicaragua · Nieuw-Zeeland · Niger · Nigeria · Noord-Korea · Noorwegen · Oeganda · Oekraïne · Oezbekistan · Oman · Oostenrijk · Oost‑Timor · Pakistan · Palau · Palestina · Panama · Papoea-Nieuw-Guinea · Paraguay · Peru · Polen · Portugal · Puerto Rico · Qatar · Roemenië · Rusland · Rwanda · Saint Kitts en Nevis · Saint Lucia · Saint Vincent en Grenadines · Salomonseilanden · Samoa · San Marino · Sao Tomé en Principe · Saoedi-Arabië · Senegal · Servië en Montenegro · Seychellen · Sierra Leone · Singapore · Slovenië · Slowakije · Soedan · Somalië · Spanje · Sri Lanka · Suriname · Swaziland · Syrië · Tadzjikistan · Tanzania · Thailand · Togo · Tonga · Trinidad en Tobago · Tsjaad · Tsjechië · Tunesië · Turkije · Turkmenistan · Uruguay · Vanuatu · Venezuela · Verenigde Arabische Emiraten · Verenigde Staten · Vietnam · Wit-Rusland · Zambia · Zimbabwe · Zuid-Afrika · Zuid-Korea · Zweden · Zwitserland